# 번스 (기업)
Bourns(영어: Bourns, Inc.)는 미국 캘리포니아 리버사이드에 본사를 둔 자동차 센서, 회로 보호 솔루션, 마그네틱 제품, 마이크로일렉트로닉 모듈, 트리밍 및 정밀 전위차계, 패널 제어 장치, 인코더와 저항 등 전자부품 제조 기업으로 업계 최초로 가변저항(Trimming Potentiometers)을 발명한 기업. 1969년 달에 착륙한 아폴로 11호에도 Bourns의 전자부품이 사용되었다.
Bourns, Inc.는 전기 통신, 컴퓨터, 산업용 기기, 계측기, 자동차, 소비재, 일반 생명 보조 의료 기기, 오디오 및 기타 다양한 시장 부문을 비롯한 폭넓은 범위시장에 사용되는 전자부품을 공급하는 글로벌 기업이다. 매년 M&A를 통하여 유망한 기업을 인수하여 사업을 확장하고 있다.

## 연혁 (2000년~)
- 2023년 : 미국 Riedon社 인수
- 2021년 : 독일 Kaschke社 마그네틱스 인수
- 2019년 : 슬로베니아 Keko Varicon社 인수
- 2016년 : Trenstek社 인수
- 2015년 : 일본 무라타제작소社의 가변저항(Trimming potentiometer) 사업인수
- 2014년 : 일본 코마츠라이트제작소社(Komatsulite Mfg. Co., Ltd) 인수
- 2012년: 스웨덴 스톡홀름 Jensen Devices AB社 인수
- 2009년 : Corning Cable Systems社 서지보호 사업 인수
- 2008년 : Emerson社 Network Power Energy Systems의 보호제품 인수
- 2008년 : Fultec Semiconductor社 TBU (Transient Blocking Unit) 사업인수
- 2006년 : Therm-O-Disc社 폴리머 PTC 사업인수
- 2006년 : SSI Technologies社 자동차제어 부문인수
- 2006년 : J.W. Miller社 인수
- 2005년 : Tyco / Meggitt社 연료카드 사업 인수
- 2004년 : RUF Automotive Group
- 2004년 : MMC社 스위치 전원 사업 인수
- 2003년 : Microelectronic Modules Corporation 인수
- 2003년 : Texas Instruments社 센서 및 제어통신 보호사업 인수
- 2001년 : Joslyn社 GDT 사업부 인수

## 글로벌거점

#### 미주
1. Bourns, Inc., Headquarters (미국)
2. Bourns, Inc., Automotive Division(미국)
3. Bourns, Inc., Communications Division (미국)
4. Bourns, Inc., Consumer Division (미국)
5. Bourns, Inc., Industrial Division (미국)
6. Bourns, Inc., Ceramics (미국)
7. Bourns de Mexico, Tijuana (멕시코)
8. Bourns de Mexico, Chihuahua (멕시코)
9. Trimpot Electronicas Limitada (코스타리카)

#### 유럽
1. Bourns Sensors GmbH (독일)
2. Bourns GmbH (독일)
3. Bourns Kft.(헝가리)
4. Bourns Kft. Veszprém Branch(헝가리)
5. Bourns Ltd. (영국)
6. Bourns Electronics (아일랜드)
7. Keko-Varicon A Bourns Company (슬로바니아)

#### 아시아・태평양
1. Bourns Asia Pacific, Inc., Japan (일본)
2. Bourns KK Osaka Sales Office (일본)
3. Bourns Korea (한국)
4. Bourns Asia Pacific, Inc. (대만)
5. Bourns Electronics (Taiwan) Ltd. (대만)
6. Bourns Trading (Shanghai) Co., Ltd. (중국)
7. Bourns (Xiamen) Ltd. (중국)
8. Bourns (Dongguan) Electronics Co., Ltd. (중국)
9. Bourns Electronics Suzhou Ltd. (중국)
10. Bourns Asia Pacific (Singapore) Pte. Ltd. (싱가폴)